# Добрянська Павлина
Павли́на Добря́нська (англ. Paula Jon Dobriansky; нар. 14 вересня 1955, Александрія, Вірджинія) — політичний і державний діяч (США), фахівець з інформаційної сфери та експерт у справах зовнішньої політики США, заступник (2001–2009) Державного секретаря США у часи республіканської адміністрації Буша-молодшого.

## Родина
Народилася в україноамериканській сім'ї: батько — Лев Добрянський — американський діяч українського походження, економіст та антикомуніст-активіст, який заклав початок Тижня поневолених націй за ейзенгауерської адміністрації, багаторічний президент Українського конгресового комітету США.

## Освіта
Навчалася у Джорджтаунському університеті, науковий ступінь доктора наук здобула у Гарвардському університеті (проблеми радянської політики та військові справи). Почесний доктор філології Університету імені Ферлі Дікінсона (англ. Fairleigh Dickinson University) та почесний доктор права Флеглерського коледжу (англ. Flagler College).

## Кар'єра
З березня 2009 — старший науковий працівник Белферського центру науки і міжнародних справ факультету державного управління Гарвардського університету (англ. Harvard University John F. Kennedy School of Government’s Belfer Center for Science and International Affairs).
Запропонована на цю посаду Президентом Джорджем Бушем 2001 року й затверджена Сенатом. Відповідала за питання: проблеми демократії, права людини, праця, боротьба з наркотиками, дотримання законності, проблеми, пов'язані з емігрантами та гуманітарною допомогою, а також екологічні проблеми. Окремо П. Добрянська — була спеціальним координатором з питань Тибету.
До призначення заступником Державного секретаря Добрянська була віце-президентом та директором офісу Ради зовнішніх стосунків.

## Відзнаки і нагороди
- Щорічна відзнака Джорджтаунського університету за досягнення випускників,
- Відзнака Вищої слави Держдепартаменту,
- Міжнародна нагорода 2001 року,
- медаль за Національний внесок у демократію,
- орден Польщі «За заслуги»,
- Великий Хрест литовського ордену Гедиміна

## Інтернетні ресурси
- Paula J. Dobriansky [Архівовано 21 червня 2010 у Wayback Machine.] (англ.) // SourceWatch
- Paula J. Dobriansky (англ.) // Bureau of Public Affairs, U.S. State Department